# Afonso Pimentel
José Afonso Dias Pimentel (Lisboa, 4 de agosto de 1982), mais conhecido como Afonso Pimentel, é um ator português.

## Carreira
Estreou-se com 14 anos numa longa-metragem de Luís Filipe Rocha, Adeus, Pai (1996), que lhe valeu o Prémio de Melhor Ator Jovem do Festival Internacional de Cinema de Moscovo e uma nomeação para o Globo de Ouro em 1997.
Em 2003 foi dirigido por João Lourenço no Teatro Aberto, em Demónios Menores de Bruce Graham, trabalhando com o mesmo encenador em A Vida de Galileu de Bertolt Brecht.
Em 2006 participou também na peça Pedras Rolantes de Pedro Ribeiro, numa encenação de António Pires.
Recebeu o Globo de Ouro, na categoria de Melhor Actor, pela interpretação em Coisa Ruim (2005) filme de Tiago Guedes e Frederico Serra.
A sua participação consolidou a sua carreira no cinema, colocando-o como um dos actores premiados na lista de Shooting Stars da European Film Promotion desse ano, recebendo das mãos de Judi Dench e Cate Blanchett o Studio Hamburg Shooting Stars Award.
Durante os anos de 2008 e 2009 trabalhou como realizador em televisão para produtoras televisivas, como a Plural Entertainment, CBV e Endemol.
Entre os seus trabalhos mais recentes como actor contam-se Mistérios de Lisboa (2010) de Raul Ruiz, Linhas de Wellington (2012) de Valeria Sarmiento, Bairro (2013), pelo qual foi nomeado para o Prémio Sophia da Academia Portuguesa de Cinema de Melhor Actor Secundário, ou Os Gatos Não Têm Vertigens(2014) de António-Pedro Vasconcelos.
Como realizador venceu o Prémio Sophia para a Melhor Curta-Metragem de Ficção com Encontradouro, filme que representou Portugal nas Les Nuits en Or, da Academia Francesa de Cinema, e fez em 2016, a convite também das Les Nuits en Or, a curta-metragem 2 Minutos com Beatriz Batarda e Alexandra Lencastre, assinando a realização, argumento, montagem e direcção de fotografia.

## Vida Pessoal
Pimentel é pai de Noah, nascido a 19 de outubro de 2012 (12 anos), e Alana, nascida a 16 de maio de 2015 (10 anos), frutos da relação com Liliana Leitão.

## Cinema - Ator
- Pê (2022), de Margarida Vila-Nova, curta-metragem
- A Escritora (2020), de Hugo Pinto, curta-metragem
- Perdidos (2017), de Sérgio Graciano
- Tu (2016), de Hugo Pinto, curta-metragem
- Uma Vida à Espera (2016), de Sérgio Graciano
- Gelo (2016), de Luís Galvão Teles e Gonçalo Galvão Teles
- Os Gatos Não Têm Vertigens (2014), de António-Pedro Vasconcelos
- Bairro (2013), de Jorge Cardoso, Lourenço de Mello, José Manuel Fernandes, Ricardo Inácio
- Linhas de Wellington (2012), de Valeria Sarmiento
- A Cova (2011), de Luís Alves, curta-metragem
- Respira (2011), de Phillip Rylatt e Telmo Vicente, curta-metragem
- Vultos (2011), de Margarida Correia e João Francisco Fialho, curta-metragem
- Idade da Estupidez (2010), de Vítor Guerreiro e Afonso Pimentel
- Mistérios de Lisboa (2010), de Raul Ruiz
- Draft (2008), de José Luís Freitas, curta-metragem
- Coisa Ruim (2006), de Tiago Guedes e Frederico Serra
- 20,13 (2016), de Joaquim Leitão
- Ao Fundo do Tunel (2006), de João Pupo Correia, curta-metragem
- Kiss Me (2004), de António da Cunha Telles
- A Bomba (2002), de Leonel Vieira
- A Falha (2000), de João Mário Grilo
- Adeus Pai (1996), de Luís Filipe Rocha

## Cinema - Realizador
- 2 Minutos (2016), curta-metragem
- Encontradouro (2014), curta-metragem
- Pó (2011), curta-metragem
- Desligado (2011), curta-metragem
- Idade da Estupidez (2010), video
- Sala Branca (2010), video
- Sem Rasto (2007), video

## Televisão - Ator
| Ano         | Projeto                        | Papel                                  | Notas                    | Canal |
| ----------- | ------------------------------ | -------------------------------------- | ------------------------ | ----- |
| 1998        | Médico de Família              | Ruca                                   | Elenco Adicional         | SIC   |
| 2000        | Amo-te Teresa                  | João                                   | Elenco Principal         | SIC   |
| 2000        | Uma Aventura                   | Gustavo                                | Participação Especial    | SIC   |
| 2001        | Teorema de Pitágoras           | Rui Gomes                              | Elenco Principal         | SIC   |
| 2001        | Segredo de Justiça             | Pedro                                  | Elenco Adicional         | RTP1  |
| 2001 - 2002 | A Minha Família É uma Animação | Tiago                                  | Elenco Principal         | RTP1  |
| 2003        | Saber Amar                     |                                        | Elenco Adicional         | TVI   |
| 2003 - 2005 | Ana e os Sete                  | Diogo Vilar                            | Elenco Principal         | TVI   |
| 2004        | Inspetor Max                   | Filipe                                 | Ator Convidado           | TVI   |
| 2004        | A Ferreirinha                  | João Carlos Saldanha                   | Elenco Principal         | RTP1  |
| 2004        | Os Malucos do Riso             | Vários Papéis                          | Pequena Participação     | SIC   |
| 2005        | Os Malucos nas Arábias         | Vários Papéis                          | Pequena Participação     | SIC   |
| 2005        | Morangos com Açúcar            | Hugo                                   | Elenco Secundário        | TVI   |
| 2006 - 2008 | Floribella                     | Afonso Fritzenwalden                   | Elenco Principal         | SIC   |
| 2007 - 2008 | Resistirei                     | César                                  | Elenco Principal         | SIC   |
| 2008        | O Dia do Regicídio             | Luís Filipe, Príncipe Real de Portugal | Protagonista             | RTP1  |
| 2010 - 2011 | Espírito Indomável             | Eduardo Monteiro Castro                | Elenco Principal         | TVI   |
| 2011        | Cuidado Com a Língua           | Sargento                               | Elenco Adicional         | RTP1  |
| 2011        | Mistérios de Lisboa            | Pedro da Silva                         | Elenco Principal         | RTP1  |
| 2012        | As Linhas de Torres Vedras     | José «Zé» Maria                        | Elenco Principal         | RTP1  |
| 2012 - 2014 | Doida por Ti                   | Miguel Prado Campelo                   | Antagonista              | TVI   |
| 2013        | O Bairro                       | Necas                                  | Elenco Principal         | TVI   |
| 2014 - 2015 | Mulheres                       | Maurício Sousa                         | Coadjuvante              | TVI   |
| 2016        | Santa Bárbara                  | Daniel Figueiredo                      | Elenco Principal         | TVI   |
| 2017 - 2018 | Jogo Duplo                     | Rodrigo Sousa                          | Elenco Principal         | TVI   |
| 2017 - 2018 | País Irmão                     | Luís Ávila                             | Protagonista             | RTP1  |
| 2018 - 2019 | Alma e Coração                 | André Frois                            | Antagonista              | SIC   |
| 2019        | Sul                            | Matiha                                 | Elenco Principal         | RTP1  |
| 2019 - 2020 | Luz Vermelha                   | Benício Gomes                          | Protagonista             | RTP1  |
| 2019 - 2021 | Nazaré                         | António «Toni» Silva                   | Protagonista             | SIC   |
| 2021        | Prisão Domiciliária            | David Rebelo Morais                    | Elenco Recorrente (OPTO) | SIC   |
| 2021        | Glória                         | Gonçalo                                | Elenco Principal         | RTP1  |
| 2022        | Lua de Mel                     | António «Toni» Silva                   | Ator Convidado de Nazaré | SIC   |
| 2023        | Contado Por Mulheres           | Alexandre                              | Elenco Adicional         | RTP1  |
| 2024        | Matilha                        | Matilha                                | Protagonista             | RTP1  |
| 2024 - 2025 | Senhora do Mar                 | Manuel Bettencourt                     | Protagonista             | SIC   |
| 2025        | Vitória                        | Sérgio Mendonça                        | Co-Antagonista           | SIC   |

## Televisão - Realizador
- 2013 - Sabores e Sentidos, telefilme
- 2012 - Agora Aguenta, telefilme
- 2012 - Jogos Cruéis, telefilme
- 2012 - Noiva Precisa-se, telefilme
- 2011 - O Amor é um Sonho, minissérie
- 2009-2010 - Morangos com Açúcar, novela
- 2009 - Deixa que te Leve, novela
- 2008-2009 - Olhos nos Olhos, novela
- 2008-2009 - Feitiço de Amor, novela

## Streaming
| Ano  | Projeto       | Papel | Notas             | Canal   |
| ---- | ------------- | ----- | ----------------- | ------- |
| 2023 | Rabo de Peixe | Ian   | Elenco Recorrente | Netflix |

## Prémios
| Ano  | Premiação                                   | Prémio                          | Trabalho      | Papel      | Resultado |
| ---- | ------------------------------------------- | ------------------------------- | ------------- | ---------- | --------- |
| 1997 | Festival Internacional de Cinema de Moscovo | Melhor Ator Jovem               | Adeus, Pai    |            | Venceu    |
| 1997 |                                             |                                 | Adeus, Pai    |            | Indicado  |
| 2007 | Globos de Ouro                              | Cinema - Melhor Ator            | Coisa Ruim    |            | Venceu    |
| 2007 | Festival Internacional de Cinema de Berlim  | Shooting Star Award             | Coisa Ruim    |            | Venceu    |
| 2015 | Prémios Sophia                              | Melhor curta-metragem de ficção | Encontradouro | realizador | Venceu    |
| 2020 | Troféus de Televisão TV 7 Dias /Impala      | Telenovelas - Ator Principal    | Nazaré        |            | Venceu    |
| 2021 | Troféus de Televisão TV 7 Dias /Impala      | Telenovelas - Ator Principal    |               |            | Indicado  |